# Lista designerilor de jocuri video
Aceasta este o listă a designerilor de jocuri video.

## A
- Christian Allen, designerul seriei Ghost Recon și jocului video Halo: Reach
- Michel Ancel, creatorul seriei Rayman, jocurilor video Beyond Good & Evil și King Kong
- Chris Avellone, designerul jocurilor video Fallout 2, Knights of the Old Republic 2 și Planescape: Torment
- Ed Averett, dezvoltator de titluri ca K.C. Munchkin și alte 24 pentru consola Magnavox Odyssey 2

## B
- Ralph Baer, cunoscut ca „Tatăl Jocurilor Video”, creatorul jocului Chase (1967), primul joc care putea fi afișat pe un televizor standard.
- Clive Barker, creatorul jocurilor video Undying și Jericho.
- Richard Bartle, co-autorul MUD-ului, primul multi-user dungeon.
- Chris Bateman, designer/scriitorul jocurilor video Discworld Noir și Ghost Master
- Chris Beatrice, designerul jocurilor video Caesar și Lords of the Realm.
- Marc Blank, co-designerul jocului video Zork, co-fondatorul companiei Infocom
- Cliff Bleszinski: membru al companiei Epic Games, designerul seriei Unreal, jocurilor video Gears of War și Gears of War 2
- Ed Boon, co-creatorul seriei Mortal Kombat
- Brenda Brathwaite: designerul  și scriitorul seriei Wizardry.
- Bill Budge, designerul jocurilor video Raster Blaster și Pinball Construction Set
- Danielle Bunten (decedat), designerul jocurilor video M.U.L.E. și The Seven Cities of Gold

## C
- Tim Cain, designerul principal al jocurilor video Fallout și Arcanum, fondatorul companiei Troika Games
- Rich Carlson, co-designerul jocurilor video Strange Adventures in Infinite Space și Weird Worlds: Return to Infinite Space, co-fondatorul companiei Digital Eel
- Eric Chahi, creatorul jocurilor video Another World și Heart of Darkness.
- Doug Church, designerul jocurilor video Ultima Underworld, Ultima Underworld 2 și System Shock
- Chris Crawford: Eastern Front (1941), Balance of Power, fondator al Game Developers Conference
- Paul Cross, designerul jocurilor video Burnout, Burnout 2: Point of Impact, Burnout 3: Takedown și Burnout Revenge
- Ian Cummings, designerul seriilor Madden NFL și NCAA Football

## D
- Don Daglow, designerul jocurilor video Dungeon, Utopia, Earl Weaver Baseball și Neverwinter Nights
- Cameron Davis, designerul jocurilor video TY The Tasmanian Tiger 2 (Game Boy Advance), TY The Tasmanian Tiger 3 (Game Boy Advance), The Legend of Spyro: A New Beginning și Viva Piñata: Party Animals
- Dino Dini, designerul jocurilor video Kick Off, Kick Off 2, Player Manager, GOAL! și Dino Dini's Soccer
- Marko Dieckmann, designerul jocului video Face of Mankind

## F
- Brian Fargo, fondatorul companiilor Interplay Entertainment și InXile Entertainment, dezvoltatorul jocurilor video Bard's Tale și Wasteland
- Kelton Flinn, designerul jocului video Air Warrior, co-fondatorul companiei Kesmai

## G
- Toby Gard, designerul seriei Tomb Raider, creatorul personajului fictiv Lara Croft
- Richard Garriott, creatorul seriei Ultima, fondatorul companiei Origin Systems
- Ron Gilbert, creatorul jocurilor video Maniac Mansion și primelor două jocuri din seria Monkey Island
- Tyler Glaiel, designerul jocurilor video Closure și Aether
- Julian Gollop, designerul jocurilor video Chaos, Laser Squad și X-COM: UFO Defense.
- Allen Goode, co-designerul jocurilor video Company of Heroes, The Outfit și CSI
- Andrew Gower, designerul jocului video RuneScape
- Brian 'Psychochild' Green, designerul jocului video Meridian 59
- Stefano Gualeni, creatorul seriei Tony Tough, scriitorul și designerul jocului video Dangerous Heaven

## H
- Jon Hare, designerul seriilor Sensible Soccer, Cannon Fodder și Wizball, co-fondatorul companiei Sensible Software
- Stieg Hedlund, designerul jocurilor video Diablo, Diablo II și StarCraft
- William Higinbotham, designerul jocului video Tennis for Two (1958)
- Yuji Horii, designerul seriei Dragon Quest, jocului video Chrono Trigger
- Todd Howard, designerul seriei Elder Scrolls, jocului video Fallout 3
- Casey Hudson, designerul seriei Mass Effect, jocului video Star Wars: Knights of the Old Republic

## I
- Koji Igarashi, designerul seriei Castlevania
- Tomonobu Itagaki, designerul seriilor Dead or Alive și Ninja Gaiden
- Shigesato Itoi, creatorul seriei EarthBound/Mother

## J
- David Jaffe, creatorul jocului video God of War, designerul seriei Twisted Metal
- Paul Jaquays, designerul jocurilor video Quake 2, Quake III Arena și Quake III: Team Arena
- Eugene Jarvis, creatorul jocurilor video Defender, Robotron: 2084, Target: Terror și The Fast and The Furious
- Soren Johnson, co-designerul jocului video Civilization III, designerul jocului video Civilization IV
- Jason Jones, designerul seriei Halo

## K
- Mathias Karlson, designerul jocului video World in Conflict
- Iikka Keränen, co-designerul jocurilor video Strange Adventures in Infinite Space și Weird Worlds: Return to Infinite Space, co-fondatorul companiei Digital Eel
- Rieko Kodama, designerul serieiPhantasy Star, jocului video Skies of Arcadia
- Hideo Kojima, designerul seriei Metal Gear, jocurilor video Snatcher și Policenauts
- Andrey Kuzmin, designerul jocurilor video Perimeter, Biprolex+, Vangers: One For The Road și Spanking Runners

## L
- Marc Laidlaw, designerul/scriitorul seriei Half-Life
- Ken Levine, creatorul seriilor BioShock și Thief
- Ken Lobb, creatorul jocului video GoldenEye 007
- Ed Logg, creatorul jocurilor video Asteroids, Centipede și Gauntlet
- Al Lowe, creatorul seriei Leisure Suit Larry

## M
- Gregg Mayles, designerul seriei Banjo-Kazooie (serie), jocului video Viva Piñata
- American McGee, designerul jocurilor video American McGee's Alice, Doom, Quake și American McGee's Grimm
- Edmund McMillen, designerul jocurilor video Gish și Aether
- Stephen Marley, designerul/scriitorul jocului video o Martian Gothic: Unification
- Colin McComb, designerul jocului video Planescape: Torment
- Jordan Mechner, designerul seriei Prince of Persia
- Sid Meier, designerul seriei Civilization, jocului video Railroad Tycoon
- Steve Meretzky, designerul/scriitorul a numeroase jocuri, inclusiv Planetfall, The Hitchhiker's Guide to the Galaxy, A Mind Forever Voyaging și Leather Goddesses of Phobos
- Shinji Mikami, designerul seriei Resident Evil
- Robyn și Rand Miller, designerii jocului video Myst
- Jeff Minter, fondatorul companiei Llamasoft.
- Shigeru Miyamoto, designerul seriilor Donkey Kong, Super Mario, Legend of Zelda și multe altele
- Tetsuya Mizuguchi, designerul jocurilor video Lumines, Rez, Space Channel 5 și altele
- Peter Molyneux, creatorul seriilor Populous și Syndicate, jocurilor video Black and White și Fable (1996), fondatorul companiilor Bullfrog Productions și Lionhead Studios
- Brian Moriarty, designerul/scriitorul jocurilor video Trinity și Loom
- David Mullich, designerul jocurilor video The Prisoner și I Have No Mouth and I Must Scream

## N
- Yuji Naka, designerul seriei Sonic the Hedgehog, jocurilor video Phantasy Star Online, Nights into Dreams... & altele
- Gabe Newell, co-fondatorul companiei Valve Corporation
- Garry Newman, designerul jocului video Garry's Mod
- Tomohiro Nishikado, designerul jocului video Space Invaders
- Tetsuya Nomura, designerul seriilor Final Fantasy și Kingdom Hearts

## O
- Yoshiki Okamoto, designerul seriei Street Fighter și altele
- Henrique Olifiers, designerul jocurilor video My Big Brother, Herois e vampiros și Conquista de Titã
- Scott Orr, designerul seriei Madden NFL și multe altele

## P
- Alexei Pajitnov, designerul jocului video Tetris
- David Perry, designerul jocurilor video MDK, Earthworm Jim și altele
- Steven Pederson, designerul seriei Space, jocului video Terrorist și altele
- Markus „Notch” Persson, designerul jocurilor video Minecraft și Prelude of the Chambered
- Sandy Petersen, designerul jocurilor video Lightspeed, Doom, Age of Empires: The Rise of Rome și altele
- Simon Phipps, designerul seriei Rick Dangerous, jocurilor video Shadow Man, Harry Potter and the Philosopher's Stone și altele.
- John și Ste Pickford, creatorii jocurilor video Plok, Wetrix, Naked War și altele
- Peter Porai-Koshits, creatorul jocurilor video  Echelon, Sudden Strike 3: Arms for Victory și altele.
- Ted Price, fondator al companiei Insomniac Games

## R
- Rick Raymer, designerul jocurilor video Clue, Scooby-Doo: Mystery of the Fun Park Phantom și altele
- Brian Reynolds, designerul jocurilor video Civilization II, Sid Meier's Alpha Centauri și Rise of Nations
- Scott Rogers, designerul seriei God of War, jocurilor video Pac-Man World și Maximo: Ghosts to Glory
- Ken Rolston, designerul seriei The Elder Scrolls
- John Romero, designerul jocurilor video Doom și Quake, producătorul jocului video Daikatana, co-fondatorul companiilor id Software, Ion Storm și Monkeystone Games
- Richard Rouse III, designerul/scriitorul jocului video The Suffering, autorul cărții Game Design: Theory and Practice

## S
- Hironobu Sakaguchi, designerul seriei Final Fantasy, jocului video Chrono Trigger
- Masahiro Sakurai, creatorul personajului Kirby, designerul jocului video Super Smash Bros., fondatorul companiei Sora Ltd.
- Chris Sawyer, creatorul seriilor Transport Tycoon și Rollercoaster Tycoon.
- Josh Sawyer, designerul seriilor Icewind Dale și Baldur's Gate, jocului video Neverwinter Nights 2
- Tim Schafer, designerul jocurilor video Grim Fandango și Psychonauts
- Jeremiah Slaczka, designerul jocurilor video  Scribblenauts și Drawn to Life
- Warren Spector, designerul seriei Thief, jocurilor video System Shock și Deus Ex
- Goichi Suda, designerul jocului video Killer7
- Yu Suzuki, designerul multor jocuri video de succes, ca Afterburner, Hang-On, Virtua Racing, Virtua Fighter, Ferrari F355 Challenge și Shenmue.
- Kim Swift, designerul jocului video Portal

## T
- Satoshi Tajiri, creatorul seriei Pokémon
- Tōru Iwatani, creatorul jocului video Pac-Man
- Toshiro Tsuchida, designerul seriei Front Mission
- John Tobias, co-creatorul seriei Mortal Kombat.
- Michael Toy, co-designerul jocului video Rogue
- Chris Taylor, designerul jocului video Total Annihilation.
- Dan Teasdale, designerul seriei Rock Band
- Deborah Todd, designer și scriitor pentru companiile Humongous Entertainment, 20th Century Fox, Houghton Mifflin Harcourt, Disney Interactive, autorul cărții Game Design: From Blue Sky to Green Light
- Andy Tudor, designerul jocului video Shift 2: Unleashed

## U
- Fumito Ueda, creatorul jocurilor video Ico și Shadow of the Colossus

## V
- Jon Van Caneghem, designerul seriilor Might and Magic și Heroes of Might and Magic

## W
- Jordan Weisman, fondatorul companiei FASA, co-creatorul seriilor BattleTech și MechWarrior
- Richard Vander Wende, co-designerul jocului video Riven
- Glenn Wichman, co-designerul jocului video Rogue, designerul jocurilor video Mombasa și Toxic Ravine
- Roberta Williams, designerul seriei King's Quest, co-fondatorul companiei Sierra Entertainment
- Tim Willits, designerul jocurilor video The Ultimate Doom, Quake, Quake II, Quake III Arena, Quake III: Team Arena și Doom 3
- Will Wright, designerul seriilor SimCity și The Sims, jocului video Spore, co-fondatorul companiei Maxis

## Y
- Kazunori Yamauchi, designerul seriei Gran Turismo
- Gunpei Yokoi (decedat), inventatorul consolei portabile Game Boy, creator a mai multor jocuri arcade